# Cuarny
Cuarny je obec v západní (frankofonní) části Švýcarska, v kantonu Vaud, v okrese Jura-Nord vaudois. V roce 2018 žilo v obci 243 obyvatel.

## Historie
Obec je poprvé zmiňována v roce 1174 jako Quarnie.

## Poloha
Obec je situována jižně od Neuchatelského jezera. Sousedí s obcemi Cheseaux-Noréaz, Cronay, Pomy, Villars-Epeney, Yverdon-les-Bains a Yvonand.

## Demografie
V roce 2000 hovořilo 98,2 % obyvatel obce francouzsky. Ke švýcarské reformované církvi se ve stejném roce hlásilo 64,3 % obyvatel, k církvi římskokatolické 11,7 % obyvatel.